# Strada statale 78 (Polonia)
La strada statale 78 (sigla DK 78, in polacco droga krajowa 78) è una strada statale polacca che attraversa il Paese da Chałupki a Chmielnik attraversando le località di:
- Bohumín
- Wodzisław Śląski
- Rybnik
- Gliwice
- Tarnowskie Góry
- Aeroporto Katowice
- Siewierz
- Zawiercie
- Jędrzejów